# ثقب السبر

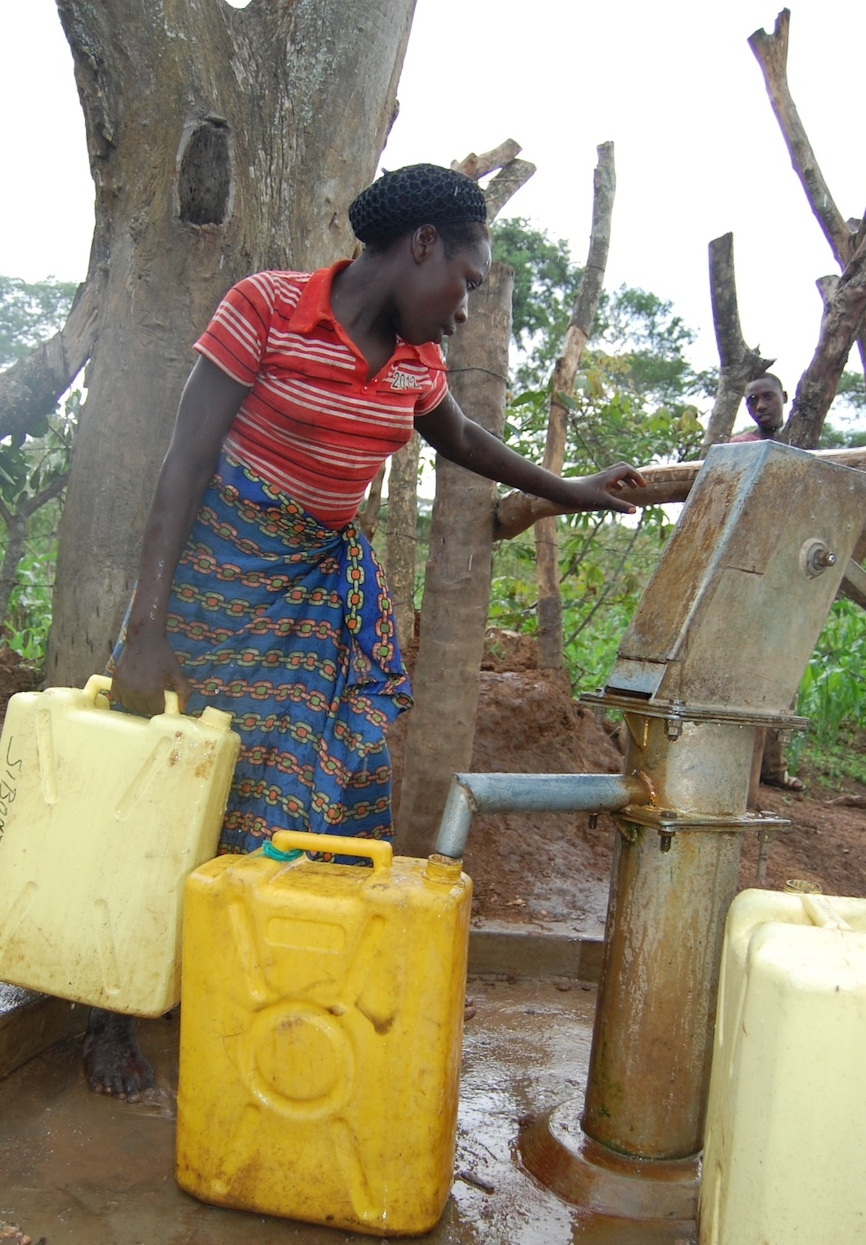
إمرأة من أوغندا تقوم بسحب الماء من خلال ثقب السبر.

ثقب السبر أو بئر السبر (بالإنجليزية: Borehole)‏، هو ثقب في الأرض أو في موقع دفن نفايات من أجل الحصول على عينات من الطبقات الجيولوجية، أو النفايات أو السوائل كالماء والنفط. يستخدم أيضا كوسيلة للتهوية أو لسحب الغاز من مدافن النفايات.